# Spedizione di Gugunian
La spedizione di Gugunian (in armeno Կուկունեանի արշաւանքը?) è stato un tentativo di un piccolo gruppo di nazionalisti armeni dell'Impero russo di lanciare una spedizione armata attraverso il confine nell'Impero ottomano nel 1890 a sostegno degli armeni locali.

## Sfondo
La Federazione Rivoluzionaria Armena era l'organizzazione armena del movimento nazionale armeno attivo nella regione. Il capo della spedizione era un ex studente di San Pietroburgo, Sarkis Gugunian (1866-1913). Come molti altri armeni russi, era preoccupato per il destino degli armeni ottomani che vivevano sotto il governo del sultano Abdul Hamid II. Inizialmente, Gugunian aveva l'appoggio del principale partito nazionalista armeno in Russia, il Dashnak, ma presto cercarono di dissuaderlo dall'intraprendere un piano così irrealistico.
Con il sostegno finanziario di ricchi armeni di Tbilisi e Baku, Gugunian fu in grado di acquistare armi e raccogliere una forza di volontari di 125 uomini.

## Conflitto
Gugunian proseguì con la sua spedizione e la sua forza di volontari partì il 27 settembre 1890. Attraversarono il confine ma esaurirono le scorte di cibo e dopo uno scontro con le truppe turche e curde, si ritirarono in Russia. Qui furono intercettati dai cosacchi che arrestarono 43 membri della spedizione. Le autorità russe trattarono con profondo sospetto qualsiasi attività nazionalista armena all'interno del loro impero e i membri arrestati furono processati.Il gruppo aveva combattuto sotto uno stendardo con le iniziali "M.H.", che in armeno poteva significare "Madre armena" o "Unione dei patrioti". Il pubblico ministero al processo, svoltosi a Kars nel 1892, affermò che le lettere significavano "Armenia Unita", un'altra possibile e più sovversiva interpretazione. 27 degli accusati furono condannati ed esiliati in Siberia.

## Conseguenze
Sebbene la spedizione sia stata un fallimento, i suoi membri sono diventati eroi della causa nazionalista armena e oggetto di canti patriottici.